# Ballon d’Or 1996

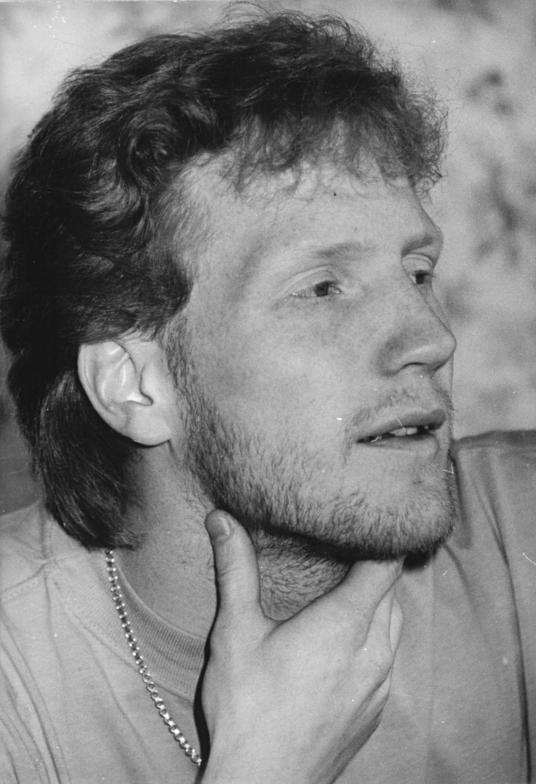
Sammer (1990)

Mit dem 41. Ballon d’Or (französisch für Goldener Ball) der Zeitschrift France Football wurde der Deutsche Matthias Sammer, der seinerzeit bei Borussia Dortmund unter Vertrag stand, am 24. Dezember 1996 als „Europas Fußballer des Jahres“ mit einem Punkt Vorsprung vor dem zu diesem Zeitpunkt für den FC Barcelona spielenden Brasilianer Ronaldo, der im folgenden Jahr als bis dato jüngster Ausgezeichneter den Titel erhalten sollte, ausgezeichnet. Der Ballon d’Or wurde von einer Jury mit Sportjournalisten aus 51 Mitgliedsverbänden der UEFA verliehen. Sammer wurde in 35 Ländern gewählt, dabei stand er 13-mal an erster Position – dreimal weniger als Ronaldo. Sammer gewann als fünfter Deutscher nach Gerd Müller, Franz Beckenbauer, Karl-Heinz Rummenigge und Lothar Matthäus die Auszeichnung, mit der insgesamt siebten Auszeichnung schloss Deutschland zur Niederlande als seinerzeit Rekordhalter auf.

## Ergebnis
| Platz | Spieler              | Nationalität | Verein(e) 1996                                 | Punkte |
| ----- | -------------------- | ------------ | ---------------------------------------------- | ------ |
| 01    | Matthias Sammer      | Deutschland  | Borussia Dortmund                              | 144    |
| 02    | Ronaldo              | Brasilien    | FC Barcelona                                   | 1431   |
| 03    | Alan Shearer         | England      | Newcastle United                               | 1071   |
| 04    | Alessandro Del Piero | Italien      | Juventus Turin                                 | 691    |
| 05    | Jürgen Klinsmann     | Deutschland  | Bayern München                                 | 60     |
| 06    | Davor Šuker          | Kroatien     | Real Madrid                                    | 38     |
| 07    | Éric Cantona         | Frankreich   | Manchester United                              | 24     |
| 08    | Marcel Desailly      | Frankreich   | AC Mailand                                     | 22     |
| 09    | Youri Djorkaeff      | Frankreich   | Paris Saint-Germain / Inter Mailand            | 20     |
| 10    | Karel Poborský       | Tschechien   | Slavia Prag / Manchester United                | 15     |
| 11    | Nwankwo Kanu         | Nigeria      | Ajax Amsterdam / Inter Mailand                 | 14     |
| 12    | George Weah          | Liberia      | AC Mailand                                     | 131    |
| 13    | Alen Bokšić          | Kroatien     | Lazio Rom / Juventus Turin                     | 12     |
| 13    | Gabriel Batistuta    | Argentinien  | AC Florenz                                     | 12     |
| 13    | Andreas Köpke        | Deutschland  | Eintracht Frankfurt / Olympique Marseille      |        |
| 16    | Fabrizio Ravanelli   | Italien      | FC Middlesbrough                               | 9      |
| 16    | Predrag Mijatović    | Montenegro   | FC Valencia / Real Madrid                      | 9      |
| 18    | Didier Deschamps     | Frankreich   | Juventus Turin                                 | 8      |
| 19    | Kubilay Türkyılmaz   | Schweiz      | Galatasaray Istanbul / Grasshopper Club Zürich | 7      |
| 20    | David Seaman         | England      | FC Arsenal                                     | 4      |
| 20    | Raúl                 | Spanien      | Real Madrid                                    | 4      |
| 22    | Paolo Maldini        | Italien      | AC Mailand                                     | 3      |
| 22    | Christian Ziege      | Deutschland  | Bayern München                                 | 3      |
| 22    | Patrik Berger        | Tschechien   | Borussia Dortmund / FC Liverpool               | 3      |
| 22    | Trifon Iwanow        | Bulgarien    | Rapid Wien                                     | 3      |
| 26    | Radek Bejbl          | Tschechien   | Slavia Prag / Atlético Madrid                  | 2      |
| 26    | Rui Costa            | Portugal     | AC Florenz                                     | 2      |
| 28    | Ronald de Boer       | Niederlande  | Ajax Amsterdam                                 | 1      |
| 28    | Luis Figo            | Portugal     | FC Barcelona                                   | 1      |
| 28    | Brian Laudrup        | Dänemark     | Glasgow Rangers                                | 1      |
| 28    | Sergi Barjuan        | Spanien      | FC Barcelona                                   | 1      |
| 28    | Zinedine Zidane      | Frankreich   | Girondins Bordeaux / Juventus Turin            | 1      |

1 Quellenlage nicht eindeutig, Ronaldo ggf. abweichend mit 141, Shearer mit 109, Del Piero mit 65 und Weah mit 19 Punkten (siehe Weblink von RSSSF unten)